# Unterfrinig

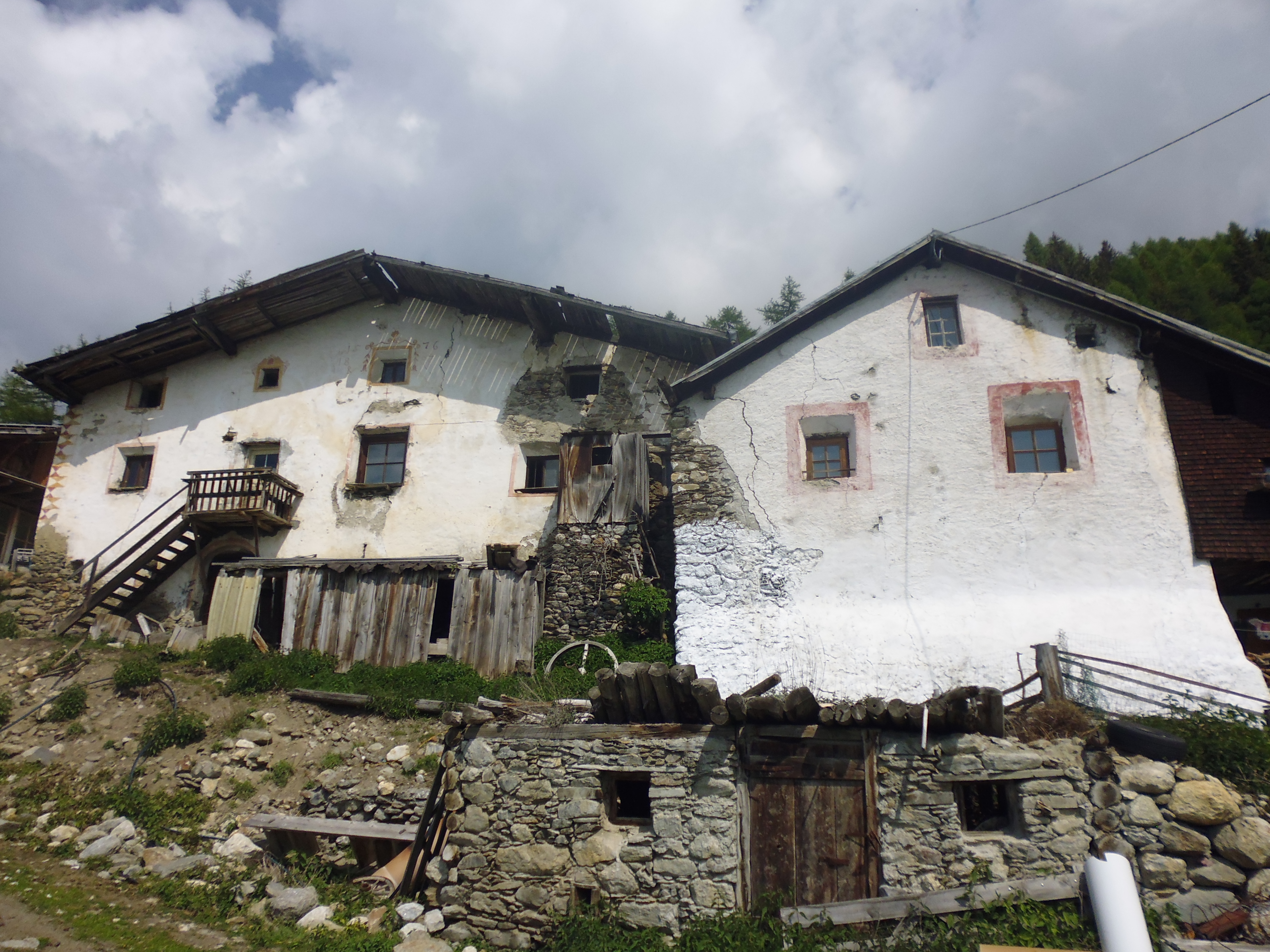
Hof Unterfrinig. Rechts Haus II, im Vordergrund die Reste des eingestürzten Stalls.

Der Bergbauernhof Unterfrinig liegt auf 1715 m an der Flanke des Sonnenberges oberhalb der Fraktion Eyrs im Vinschgau in Südtirol. Er gehört zum Gebiet der Fraktion Tanas der Gemeinde Laas.
Nach dem Hof Oberfrinig (1745 m) und dem Strimmhof (1754 m) handelt sich um den am dritthöchsten gelegenen Hof von Laas.
Das Ensemble besteht aus einem Doppelhof (Unterfrinig I und Unterfrinig II) deren beide Wohnhäuser Wand an Wand gebaut sind. Dazu gehören Stall, Stadl und eine Kapelle. Das Wohngebäude I ist ein spätgotischer Bau mit bemalter Fassade. Unter dem Dachfirst findet sich die Jahreszahl 1576, darunter eine weitere Jahreszahl 1807 und die Initialen RV, was auf eine Renovierung schließen lässt. Die Wohnstube hat einen Unterzugsbalken, der Flur und die Küche sind mit einer Gewölbedecke ausgestattet. An der rechten Seite findet sich das ebenfalls spätgotische Wohnhaus II.
Die Kapelle wurde zu einem unbekannten Zeitpunkt profaniert.
Die Hofstelle wird 1352 erstmals urkundlich erwähnt. Als Besitzer ist 1552 ein Jakob Niederfriniger genannt. 1571 erscheinen Hans und Leonhard Niederfriniger als Besitzer des Unterfrinighofes. Im Jahre 1779 war Bartholomäus Radi und 1855 Thomas Parth der Besitzer.
Bereits vor geraumer Zeit wurde in unmittelbarer Nähe ein neuer Hof errichtet: Ein Teil der alten Gebäude sind dem Verfall preisgegeben und befinden sich in einem ruinösen Zustand. Der Stadl ist bereits vor längerer Zeit eingestürzt, die Trümmer zum größten Teil schon abgeräumt. Das Dach des Haupthauses ist stellenweise eingebrochen. Der Anbau befindet sich in einem besseren Zustand als der Hauptbau, insbesondere hier das Dach in neuerer Zeit mit Falzblechen eingedeckt und so abgedichtet wurde. Der Zustand der Kapelle ist ebenfalls sehr schlecht, sie wurde allerdings notdürftig mit Plastikplanen gegen Regen und Schnee gesichert. Sie war mit einer kleinen Glocke aus dem Jahre 1681 ausgestattet, die bei drohender Gewittergefahr geläutet wurde.
Zwischen den Weltkriegen gehörte der Hof einem Gottlieb Steck der ihn an die Familie Pircher zunächst verpachtete und dann verkaufte.
Mitte des 20. Jahrhunderts gehörten die folgenden Äcker und Wiesen zum Hof:
- Talacker
- Unterer Rut
- Oberer Raut
- 10 Teinenwiesen
- 3 Leiterwiesen
- Lochwiese
- Blaaswiese
- Vieweiden
- Hausgarten

Am 12. Mai 1981 wurde das Gehöft gemäß BLR-LAB 2536 als Denkmal geschützt.

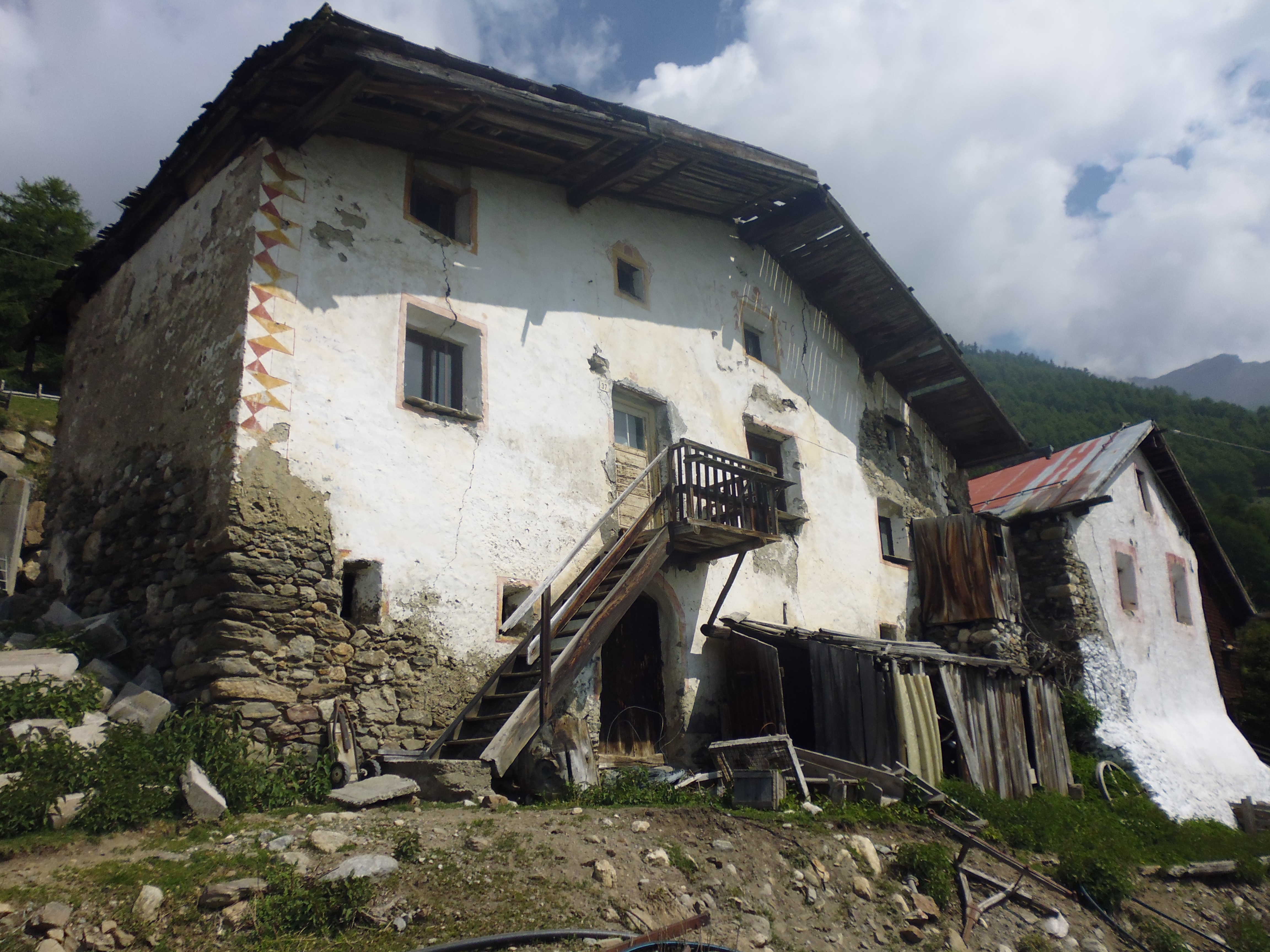
Dokumentation des schlechten Erhaltungszustandes
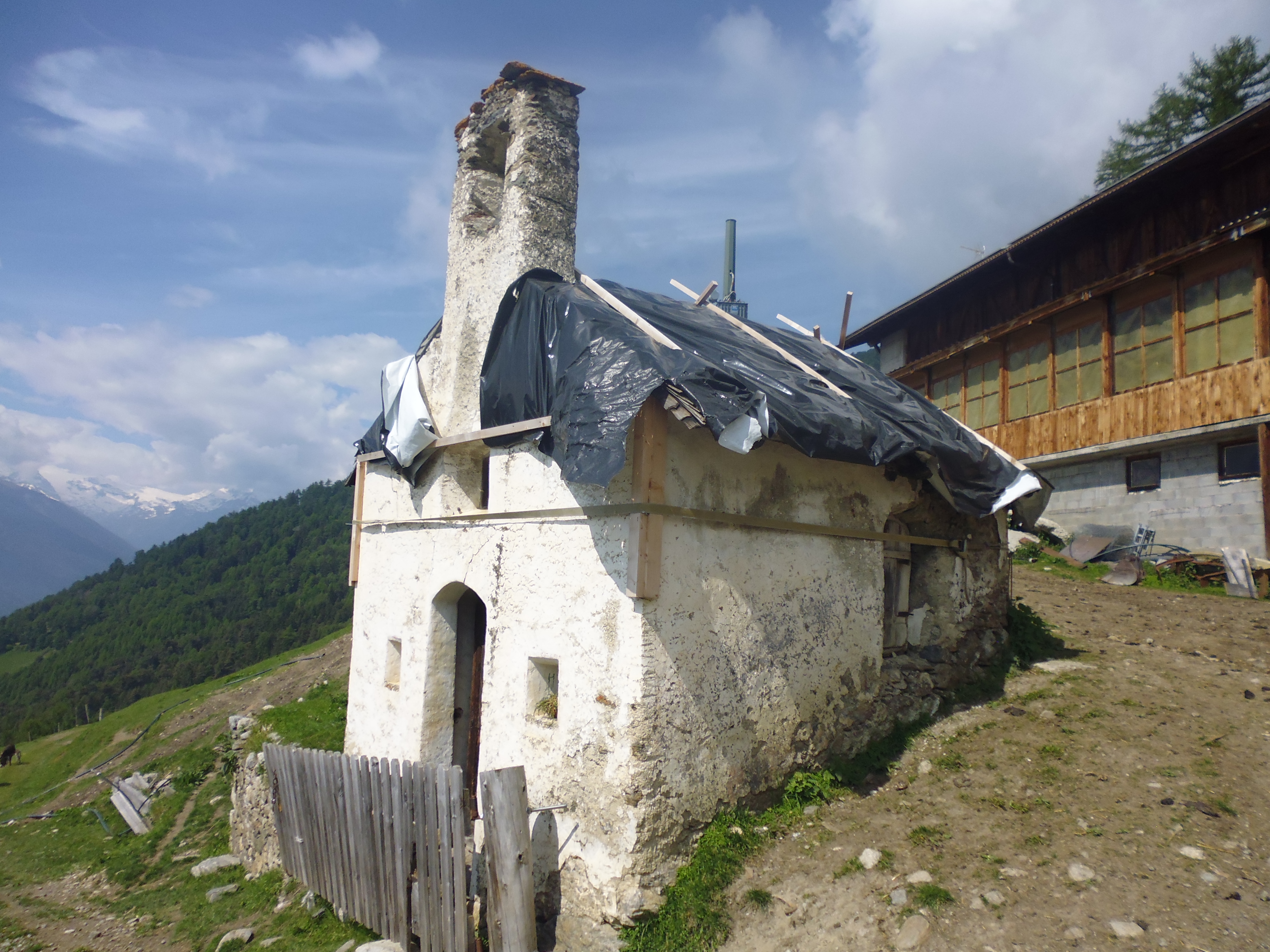
Die notdürftig gesicherte Kapelle, im Hintergrund ein Teil des neuerbauten Hofes
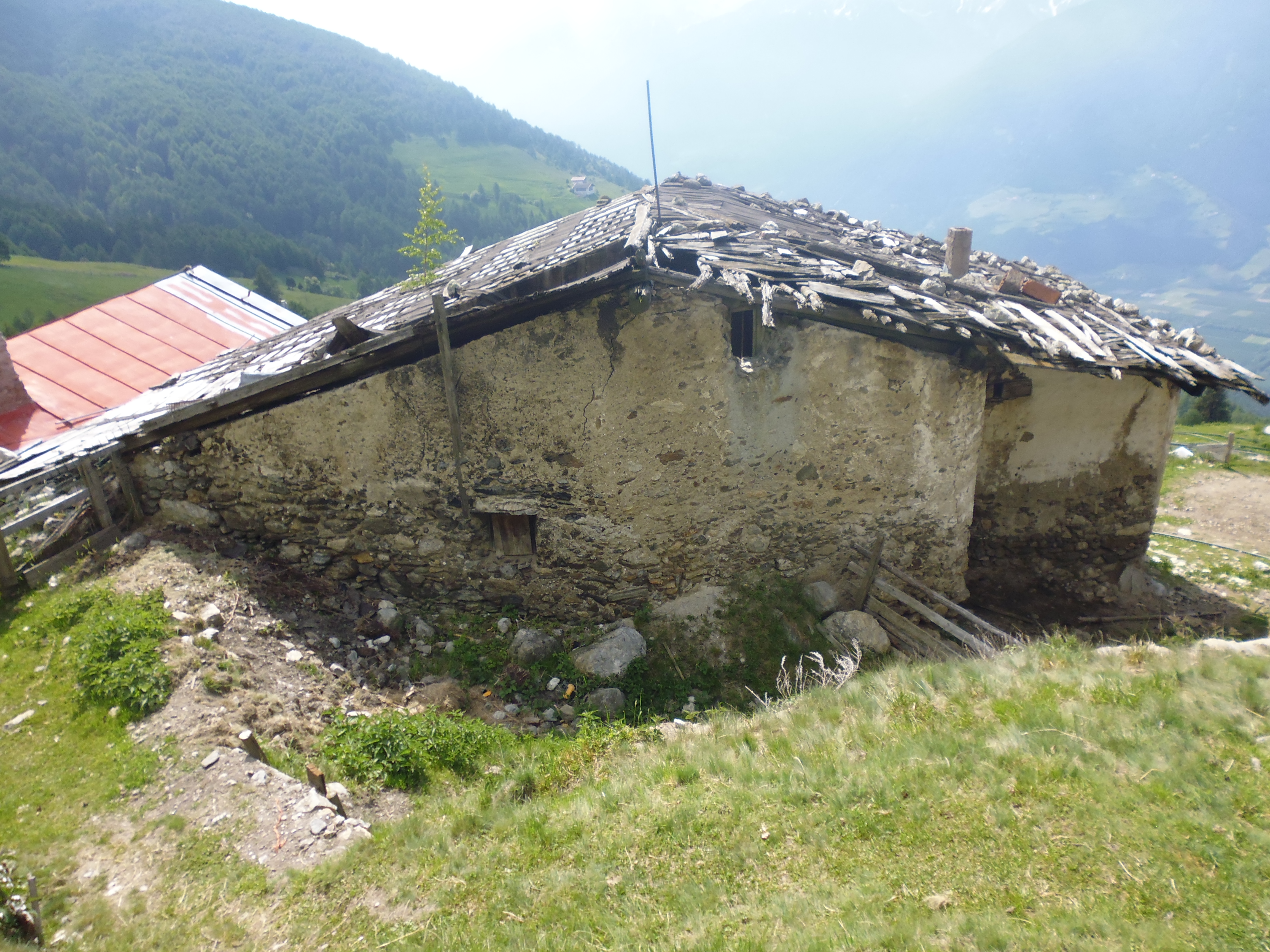
Das teilweise bereits eingestürzte Dach des Hauses I, links ist die Neueindeckung von Haus II mit Falzblechen zu sehen